# Bhavania
Bhavania (Баванія) — рід риб родини Баліторові. Складається з 2 видів.

## Опис
Загальна довжина представників цього роду досягає 9 см. Зовні нагадують риб роду Pseudogastromyzon, відрізняються більш тупою мордою. Голова коротка. Очі маленькі. Тулуб кремезний, звужується у хвостовій частині. Спинний плавець високий. Грудні та черевні плавці широкі. Хвостовий плавець з виїмкою, верхня лопать довша за нижню.
Забарвлення піщаного, світло-коричневого кольору з різними смугами.

## Спосіб життя
Зустрічаються лише в чистих, неглибоких, порожистих гірських річках. Живляться дрібними безхребетними.

## Розповсюдження
Мешкають у водоймах Індії.

## Види
- Bhavania arunachalensis Nath, Dam, Bhutia, Dey & Das, 2007
- Bhavania australis (Jerdon, 1849)